# Gerry Ward
Gerald W. Ward (ur. 6 września 1941 w Nowym Jorku) – amerykański koszykarz, występujący na pozycji rzucającego obrońcy, mistrz NBA z 1965 roku.

## Osiągnięcia
NCAA
- Boston College zastrzegł należący do niego numer 40

NBA
- Mistrz NBA (1965)[1]
- Wicemistrz NBA (1964)[1]